# Ioannis Persakis
Ioannis Persakis (Grieks: Ιωάννης Περσάκης) (Athene, 1877 - 1943) was een Grieks atleet, die gespecialiseerd was in het hink-stap-springen. Hij vertegenwoordigde Griekenland eenmaal bij de Olympische Spelen en won bij die gelegenheid een bronzen medaille.

## Biografie
In 1896 was hij een van de zeven deelnemers tijdens de Olympische Zomerspelen van Athene, die deelnam aan het onderdeel hink-stap-springen. Hij werd derde met een sprong van 12,52 meter, meer dan een meter achter de kampioen, James Connolly.
Hij was aangesloten bij Panellinios GS in Athene. Zijn broer Petros Persakis nam deel aan de Olympische Spelen van 1896 als worstelaar.

## Persoonlijk records
- hink-stap-springen - 12,57 (1896)

## Palmares

### hink-stap-springen
- 1896:  OS - 12.52 m